# 에코헬스 얼라이언스
에코헬스 얼라이언스는 전염병의 피해로부터 인간, 동물, 환경을 보호하기 위해 설립된 미국의 시민단체이다.

## 역사
1971년 제럴드 더렐이 설립했다. 제럴드 더렐은 영국의 야생동물 연구가로, 세계적으로 유명한 동식물학자이자 저명한 작가이다.

## 코로나19
2020년 4월 17일, 트럼프 대통령은 박쥐 연구 프로젝트에 지원 중단 의사를 밝히면서 "이 지원금은 꽤 오래전에 지급됐다. 당시 대통령은 누구였을까. 궁금하다"며 버락 오바마 전 행정부에 화살을 돌리기도 했다.
2020년 4월 24일, 미국 국립보건원(NIH)은 5년 간 이 연구를 후원해온 에코헬스 얼라이언스에 대한 모든 지원금을 삭감했다고 밝혔다. NIH는 또 에코헬스 얼라이언스에 2020년 보조금에서 남은 36만9819달러의 지출도 중단할 것을 요구했다.
에코헬스 얼라이언스는 박쥐를 통해 퍼지는 코로나바이러스의 위험성과 박쥐에서 인간으로 바이러스가 옮아갈 가능성 등에 대한 연구로 지난 2015년부터 370만 달러, 약 45억원 이상의 지원을 받았다. 이 연구로 과학전문지 네이처 등에 게재된 논문을 포함해 최소 20편의 논문을 내는 성과를 거두기도 했다.
피터 다스작 에코 헬스 얼라이언스 대표는 우한 바이러스 연구소 스정리 팀과 15년간 함께 일해왔다. 스정리는 우한 바이러스 연구소 감염병 팀장이다.
2020년 4월 26일, 영국출신의 저명한 생태학자이자 역학자로 '에코 헬스 얼라이언스'를 이끌고 있는 피터 다스작 대표는 CNN과의 인터뷰에서 "우리 연구팀은 (전 세계에서) 1만5000개 이상의 박쥐 샘플을 채취했으며, 약 500종의 새로운 코로나 바이러스들을 규명해냈다"고 밝힌 바 있다. 그 중 하나가 바로 2013년 중국의 한 박쥐 동굴에서 발견한 것으로, 코로나 19의 조상격일 수 있다는 것이다. 다스작에 따르면, 코로나 19 사태가 터지자 우한 바이러스 연구소의 바이러스 학자 스정리는 코로나 19 바이러스를 에코 헬스 얼라이언스가 보고한 500개의 새로운 코로나바이러스들과 비교해봤다. 그런데 코로나 19 바이러스가 2013년 윈난성의 동굴에서 채집된 관박쥐의 샘플과 93% 일치했다는 것이다.
2020년 9월 14일, 2020년 4월 미국으로 망명한 홍콩의대 공중보건대학원 옌리멍 박사가 코로나19가 인공적으로 제조된 것이라는 증거를 담은 논문을 사전공개 사이트 제노도(https://zenodo.org/record/4028830#.X2LltIvlLIX)에 공개했다. 옌 박사 외에 3명의 박사가 함께 연구했다. 옌 박사는 논문을 자신의 트위터에도 첨부했다. 그러자 트위터는 가짜뉴스라면서 계정을 정지시켰다. 페이스북, 인스타그램도 옌 박사 계정에 경고를 했다.
옌리멍 박사는 오바마 정부 시절인 2015년 미국국립보건원이 '에코헬스얼라이언스'라는 단체에 370만 달러(약 43억5000만원)를 지원했고, 이 돈이 우한 바이러스 연구소로 흘러들어갔다고 주장했다. 즉, 옌 박사는 우한 바이러스 연구소가 중국군 생물 무기 연구소이며, 코로나19는 중국군이 생물무기로 개발한 것인데, 이 연구의 개발비를 미국 시민단체 에코헬스얼라이언스가 지원했다는 주장이다. 이 말이 사실이면, 전세계에서 강제징용 피해자 배상 판결과 같은 집단 민사소송을 제기할 경우, 중국 정부와 미국 정부가 50:50으로 막대한 손해배상금을 지불해야 할 수도 있다.